# 武路町
武路町（たけじちょう）は、愛知県名古屋市緑区の町名。丁番を持たない単独町名である。住居表示未実施。

## 地理
名古屋市緑区の南部に位置し、南に桶狭間南、南に桶狭間北、西に有松幕山、北と北西に有松町大字桶狭間、東に豊明市と接する。

## 歴史

### 町名の由来
有松町大字桶狭間の小字名「武路」による。かつては「武侍」とも書かれた。桶狭間の戦いに関係する地名であり、かつて武士が行き交ったことからこの名がついたのだという。このほか、竹次という人物の土地であったことに由来するとの説もある。

### 行政区画の沿革
- 1997年(平成9年)9月27日-緑区有松町大字桶狭間字生山、字武路の各一部より成立[9]。

## 世帯数と人口
2019年（平成31年）3月1日現在の世帯数と人口は以下の通りである。
| 町丁   | 世帯数  | 人口    |
| ------ | ------- | ------- |
| 武路町 | 596世帯 | 1,431人 |

### 人口の変遷
国勢調査による人口の推移
| 2000年（平成12年） | 1,199人 | [ 10 ] |  |
| 2005年（平成17年） | 1,218人 | [ 11 ] |  |
| 2010年（平成22年） | 1,254人 | [ 12 ] |  |
| 2015年（平成27年） | 1,390人 | [ 13 ] |  |

## 学区
市立小・中学校に通う場合、学校等は以下の通りとなる。また、公立高等学校に通う場合の学区は以下の通りとなる。
| 番・番地等 | 小学校               | 中学校               | 高等学校 |
| ---------- | -------------------- | -------------------- | -------- |
| 全域       | 名古屋市立有松小学校 | 名古屋市立有松中学校 | 尾張学区 |

## 施設
- 有松武路公園

## その他

### 日本郵便
- 郵便番号 : 458-0917[3]（集配局：緑郵便局[16]）。